# The Dio E.P.
A The Dio E.P. az amerikai Dio heavy metal zenekar egyetlen középlemeze. 1986 májusában jelent meg kizárólag az Egyesült Királyságban a Vertigo gondozásában. Egyetlen addig kiadatlan dal szerepelt rajta, a Hide in the Rainbow. A dal
a Vasmadarak című film betétdalának íródott.

## Az album dalai
| 1. | Hide in the Rainbow | Bain, Dio | 4:06 |
| 2. | Hungry for Heaven   | Bain, Dio | 4:10 |

| 1. | Shame on the Night        | Appice, Bain, Campbell, Dio | 5:20 |
| 2. | Egypt (The Chains Are On) | Appice, Bain, Campbell, Dio | 7:01 |